# Virtua Tennis 3
Virtua Tennis 3 (Power Smash 3 no Japão) é a segunda seqüência da série de jogos de tênis para arcade da Sega. A versão arcade de Virtua Tennis 3 utiliza a placa de arcade Sega Lindbergh. Conversões para Xbox 360, PlayStation 3, PlayStation Portable e PC(lançado em Março 2007) foram anunciadas, possivelmente acompanhados da coleção de mini-jogos e desafios que apareceram nas versões domésticas anteriores para Dreamcast, PlayStation 2, Game Boy Advance e PlayStation Portable. Foi anunciado uma versão para o Zeebo em 2009 mas é especulado que ela foi cancelada junto com os outros jogos da Sega previstos para o console.
O jogo é compatível com a resolução 1080p, tanto no Xbox 360, como no PlayStation 3.

## Jogadores
Os jogadores disponíveis no jogo são:
Legenda
- New - Jogadores novos na série

### Homens
| Jogador             | Característica   |
| ------------------- | ---------------- |
| Roger Federer       | All Around       |
| Rafael NadalNew     | Fast Runner      |
| David Nalbandian    | Strong Backhand  |
| Sébastien Grosjean  | Fast Runner      |
| Juan Carlos Ferrero | Strong Forehand  |
| Lleyton Hewitt      | Counter Shots    |
| Andy Roddick        | Big Server       |
| Tim Henman          | Serve and Volley |
| James BlakeNew      | Powerful Strokes |
| Mario AnčićNew      | Big Server       |
| Taylor DentNew      | Serve and Volley |
| Gaël MonfilsNew     | Various Shots    |
| Tommy Haas          | All Around       |

| Jogadora           | Característica   |
| ------------------ | ---------------- |
| Maria Sharapova    | Hard Hitter      |
| Lindsay Davenport  | Big Server       |
| Daniela Hantuchová | All Around       |
| Martina HingisNew  | Tactical Player  |
| Nicole Vaidišová   | Strong Forehand  |
| Amélie Mauresmo    | Various Shots    |
| Venus Williams     | Powerful Strokes |

| Jogador | Mão     | Característica   | Medalha          |
| ------- | ------- | ---------------- | ---------------- |
| DukeNew | Canhoto | Serve and Volley | Medalha de Prata |
| King    | Destro  | All Around       | Medalha de Ouro  |

## Quadras e Torneios
| Tipo de Torneio                                                         | Torneio                  | Localidade                           | Tipo de Piso                        |
| ----------------------------------------------------------------------- | ------------------------ | ------------------------------------ | ----------------------------------- |
| Grand Slams                                                             | Australia Challenge      | Melbourne                            | Duro                                |
| Grand Slams                                                             | French Cup               | Paris                                | Saibro                              |
| Grand Slams                                                             | England Tennis Classic   | Londres                              | Grama                               |
| Grand Slams                                                             | US Super Tennis          | Nova York                            | Duro                                |
| Special Tournaments ATP World Tour Finals                               | King of Players          | Cruzeiro Marítimo - Oceano Atlântico | Duro                                |
| Special Tournaments ATP World Tour Finals                               | SPT Final                | Praga                                | Indoor (Quadra Fechada - Carpete)   |
| World Tour Series ATP World Tour Masters 1000                           | Düsseldorf Open          | Düsseldorf                           | Grama                               |
| World Tour Series ATP World Tour Masters 1000                           | Barcelona Open           | Barcelona                            | Saibro                              |
| World Tour Series ATP World Tour Masters 1000                           | Milan Open               | Milan                                | Duro                                |
| World Tour Series ATP World Tour Masters 1000                           | Vancouver Open           | Vancouver                            | Grama                               |
| World Tour Series ATP World Tour Masters 1000                           | L.A. Indoor              | Los Angeles                          | Indoor (Quadra Fechada - Piso Duro) |
| World Tour Series ATP World Tour Masters 1000                           | Shanghai Durocourt       | Shanghai                             | Duro                                |
| Advantage Series ATP World Tour 500                                     | Advantage Series Italy   | Milão                                | Duro                                |
| Advantage Series ATP World Tour 500                                     | Advantage Series Germany | Düsseldorf                           | Grama                               |
| Advantage Series ATP World Tour 500                                     | Advantage Series Spain   | Barcelona                            | Saibro                              |
| Advantage Series ATP World Tour 500                                     | Advantage Series Canada  | Vancouver                            | Grama                               |
| Advantage Series ATP World Tour 500                                     | Advantage Series China   | Shanghai                             | Duro                                |
| Advantage Series ATP World Tour 500                                     | Advantage Series Japan   | Tóquio                               | Indoor (Quadra Fechada - Piso Duro) |
| Challenger Series ATP World Tour 250                                    |                          |                                      |                                     |
| Emirados Árabes Unidos - Challengers I                                  | Dubai                    | Duro                                 |                                     |
| Argentina - Challengers II                                              | Buenos Aires             | Saibro                               |                                     |
| Rússia - Challengers III                                                | Moscou                   | Indoor (Quadra Fechada - Piso Duro)  |                                     |
| Tailândia - Challengers IV                                              | Phuket                   | Duro                                 |                                     |
| Marrocos - Challengers V                                                | Casablanca               | Saibro                               |                                     |
| África do Sul - Challengers VI                                          | Cidade do Cabo           | Duro                                 |                                     |
| Austrália - Challengers VII                                             | Gold Coast               | Duro                                 |                                     |
| Bônus (usado somente no World Tour Mode [não disponível para partidas]) | Tennis Academy           | San Francisco                        | Duro                                |

## Modos de Jogo

### World Tour Mode
- Uma espécie de modo carreira, onde você cria um jogador, e, começando no ranking 300, seu objetivo é levá-lo até o topo do ranking da "SPT (Sega Professional Tennis)".
- Somente Single Player

- Abaixo segue uma tabela com o calendário do jogo

| Mês       | Semana 1                                     | Semana 2                                   | Semana 3                                    | Semana 4                                          |
| --------- | -------------------------------------------- | ------------------------------------------ | ------------------------------------------- | ------------------------------------------------- |
| Janeiro   | Rank: 204 Advantage Series China (Singles)   | Rank: 204 Advantage Series China (Doubles) | -x-x-x-x-x-                                 | Rank: 56 Australia Challenge (Singles)            |
| Fevereiro | -x-x-x-x-x-                                  | Rank:300 Challengers I (Singles)           | -x-x-x-x-x-                                 | Rank:100 Shangai Hardcourt (Singles)              |
| Março     | Rank:100 Shangai Hardcourt (Mixed Doubles)   | Rank:204 Advantage Series Spain (Singles)  | -x-x-x-x-x-                                 | Rank:300 Challengers II (Singles)                 |
| Abril     | Rank:100 Vancouver Open (Singles)            | -x-x-x-x-x-                                | Rank:300 Challengers III (Singles)          | Rank:300 Challengers III (Doubles)                |
| Maio      | Rank:204 Advantage Series Italy (Singles)    | Rank:100 Barcelona Open (Singles)          | Rank:100 Barcelona Open (Doubles)           | Rank:300 Challengers IV (Singles)                 |
| Junho     | Rank:56 French Open (Singles)                | -x-x-x-x-x-                                | Rank:204 Advantage Series Germany (Singles) | Rank:204 Advantage Series Germany (Mixed Doubles) |
| Julho     | Rank:56 England Tennis Classic (Singles)     | Rank:100 Dusseldorf Open (Singles)         | -x-x-x-x-x-                                 | -x-x-x-x-x-                                       |
| Agosto    | Rank:204 Advantage Series V Canada (Singles) | Rank:204 Advantage Series Canada (Doubles) | Rank:100 Los Angeles Indoor (Singles)       | Rank:100 Los Angeles Indoor (Doubles)             |
| Setembro  | Rank:56 US Super Tennis (Singles)            | -x-x-x-x-x-                                | Rank:300 Chalengers V (Singles)             | Rank:300 Chalengers V (Doubles)                   |
| Outubro   | Rank:100 Milan Open (Singles)                | Rank:100 Milan Open (Mixed Doubles)        | Rank:204 Advantage Series Japan (Singles)   | Rank:204 Advantage Series Japan (Mixed Doubles)   |
| Novembro  | Rank:300 Chalengers VI (Singles)             | Rank: 16 King Of Players*-* (Singles)      | -x-x-x-x-x-                                 | Rank:300 Chalengers VII (Singles)                 |
| Dezembro  | Rank:300 Chalengers VII (Mixed Doubles)      | -x-x-x-x-x-                                | -x-x-x-x-x-                                 | Rank:1 SPT Final*-*-* (Doubles)                   |

*-* - No torneio "King of Players", você irá jogar contra o jogador que você escolheu mais vezes para jogar em parceria, nos torneios de duplas

*-*-* - O "SPT Final" só é possível jogar, após vencer todos os torneios. Você irá jogar contra "Duke & King" com o parceiro que você mais escolheu para jogar os torneios de dupla.

#### Conquistas e Prêmios
| Conquista                                             | Prêmio Conquistado          |
| ----------------------------------------------------- | --------------------------- |
| Most Improved Player                                  | Equipamento                 |
| Most value Player                                     | Equipamento                 |
| Rookie Of The Year                                    | Equipamento                 |
| Tornar-se profissional e correr um total de 5km       | Novo calçado                |
| Correr um total de 25km                               | Novo calçado                |
| Correr um total de 50km                               | Novo calçado                |
| Ganhar 10 medalhas na Beginner Class (Tennis Academy) | Raquete                     |
| Ganhar 20 medalhas (Tennis Academy)                   | Novo calçado                |
| Ganhar 30 medalhas (Tennis Academy)                   | Novo calçado                |
| Aparecer em todos os torneios                         | Óculos                      |
| Jogar por 10 horas                                    | Raquete                     |
| Jogar por 20 horas                                    | Raquete                     |
| Jogar por 30 horas                                    | Óculos de Sol               |
| Conquistas os 4 Grand Slams no mesmo ano              | Acessório                   |
| Ganhar todos os torneios                              | Wristband                   |
| Conseguir 3 strikes seguidos mini-jogo Pin Crusher    | Raquete Frigideira          |
| 10 Smashes                                            | Raquete                     |
| 50 Smashes                                            | Raquete                     |
| 100 Smashes                                           | Raquete                     |
| 250 Smashes                                           | Raquete                     |
| 10 MAX Serves                                         | Raquete                     |
| 50 MAX Serves                                         | Raquete                     |
| 100 MAX Serves                                        | Raquete                     |
| 250 MAX Serves                                        | Raquete                     |
| 500 MAX Serves                                        | Raquete                     |
| Vencer 1 Grand Slam                                   | Raquete                     |
| Vencer o torneio King of Players                      | Raquete de madeira          |
| Vencer o torneio SPT Final                            | Raquete de violão           |
| Ganhar 10 pontos com Lob                              | Raquete                     |
| Ganhar 25 pontos com Lob                              | Raquete                     |
| Ganhar 100 pontos com Lob                             | Raquete (Tambourine racket) |
| Ganhar 10 pontos com Drop Shot                        | Raquete                     |
| Ganhar 25 pontos com Drop Shot                        | Raquete                     |
| Ganhar 50 pontos com Drop Shot                        | Raquete                     |
| Ganhar 100 pontos com Drop Shot                       | Raquete                     |
| Ganhar 10 pontos com Drop Shot                        | Raquete                     |
| Vencer o nível 6 da "Avalanche"                       | Camisa com frutas           |
| Alcançar o nível 10 no desafio do King e Duke         | Raquete                     |

#### Training Exercises (Mini-Games)
| Mini-game       | Qualidade Aprimorada  |
| --------------- | --------------------- |
| Alien Attack    | Groundstrokes (Força) |
| Avalanche       | Footwork (Stamina)    |
| Balloon Sniper  | Saques                |
| Bullseye Volley | Voleios               |
| Court Curling   | Groundstrokes (Força) |
| Court Mania     | Aprimoramento Técnico |
| Drum Topple     | Groundstrokes (Força) |
| Feeding Time    | Voleios               |
| Panic Balloon   | Footwork (Stamina)    |
| Pin Crusher     | Saque                 |
| Prize Defender  | Voleios               |
| Super Bingo     | Aprimoramento Técnico |

### Tournament
- Modo torneio, formado por 5 fases. Após vencer o torneio, há um desafio contra os jogadores Duke ou King, dependendo do desempenho que você obteve ao longo do torneio.
- Possível jogar multiplayer, mas limitado a 2 jogadores.

### Online
- Somente para versão Xbox 360.

### Exhibition
- Modo exibição.
- Possível jogar multiplayer,com até 4 jogadores simultaneamente.

### Court Games
- Mini-games.
- Somente Multiplayer.

## Recepção e Críticas
Versão Arcade
- Arcade Belgium 19/20[1]

Versão PS3
- IGN 7.8/10[2]
- GameBrink 78/100[3]
- Electronic Gaming Monthly 7.33/10
- Play UK 90/100
- Edge 8/10(UK)
- PSM3 85/100
- Pelit 88/100(Finland)
- Pure Magazine 9/10(UK)
- Official UK PlayStation Magazine 8/10
- GameSpot UK 8.2/10
- Game Rankings: 81% (Nota média)

Versão Xbox 360
- IGN 8.0/10[4]
- Electronic Gaming Monthly 7.33/10
- 360 Gamer Magazine 9/10(UK)
- Official Xbox Magazine 9/10(UK)
- Eurogamer 9/10(UK)
- GameTrailers 8.4/10[5]
- Game Rankings: 80% (Nota média)

PC
- Game Rankings: 80% (Nota média)

PSP
- Game Rankings: 79% (Nota média).